# Tom Manders
Pour les articles homonymes, voir dorus (homonymie).
Tom Manders était un dessinateur, humoriste et artiste de cabaret néerlandais. Dans cette dernière activité, il était plus connu sous le nom de Dorus.

## Biographie

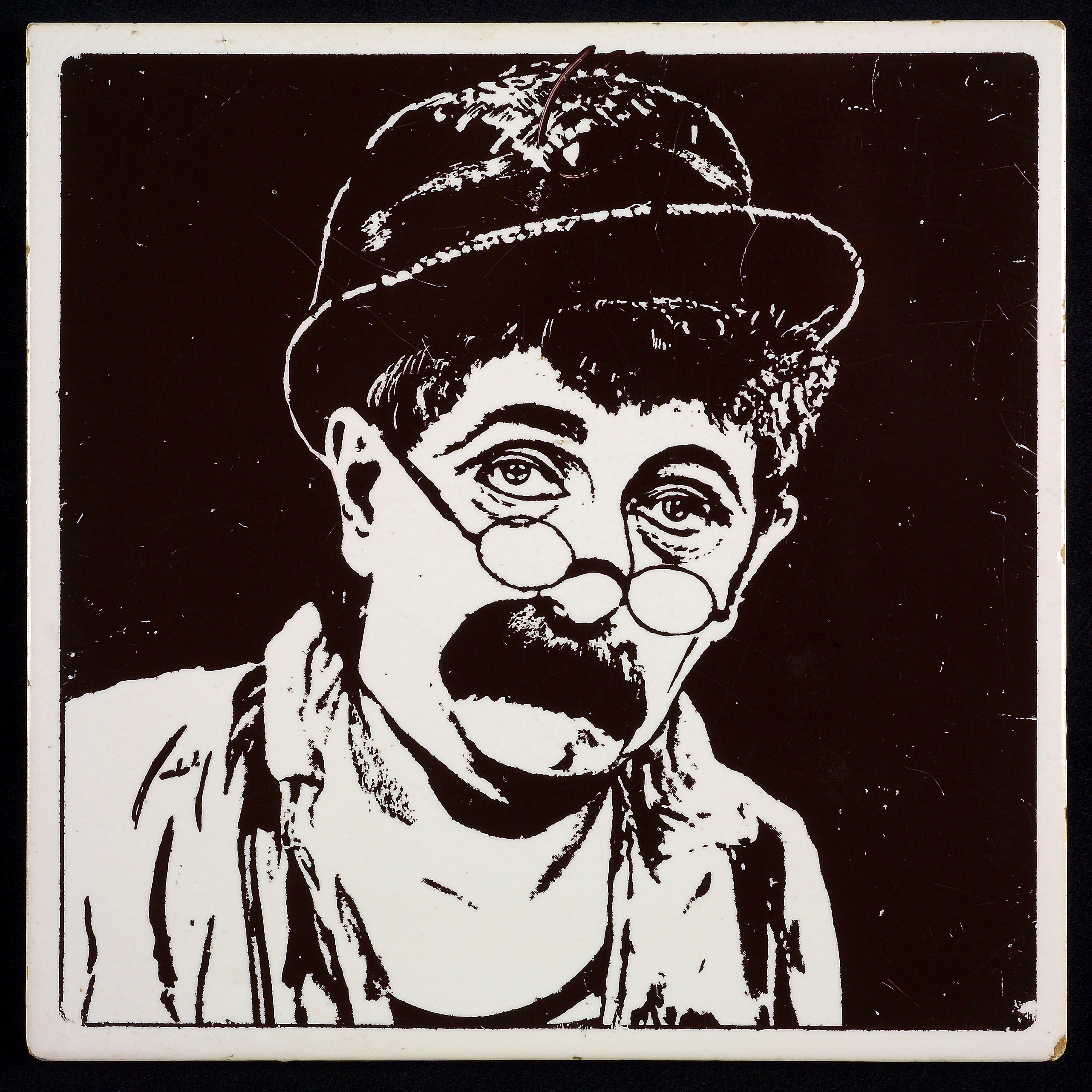
Dorus

Tom Manders suivit les cours du soir de l'Académie royale des beaux-arts de La Haye. Il fut ensuite graphiste publicitaire et décorateur, notamment pour le théâtre royal Carré, Lou Bandy, Heintje Davids et Wim Kan. Lors de la Seconde Guerre mondiale, il fut envoyé en Allemagne dans le cadre de l'Arbeiteinsatz où il fut peintre dans un aéroport près de Munich. Il s'échappa au bout de six mois, revenant en train aux Pays-Bas.
À partir de 1953, Tom Manders participa à la conception et à la programmation de la revue Saint-Germain-des-Prés (Amsterdam) (nl) d'un cabaret qui existait sur la place Rembrandt à Amsterdam, où il jouait le rôle d'un personnage qui allait devenir Dorus le vagabond. Lorsqu'il a été invité par le VARA à faire quelque chose pour la télévision, il a fait reconstruire le café dans le studio et a lancé une émission de télévision à succès qui sera diffusée pendant plusieurs années. De 1956 à 1962, il travailla avec le musicien de la VARA Cor Steyn (nl), créant de nombreuses chansons. De 1967 à 1970, il vit vivre un lieu à Rotterdam, le Cabaret Dorus.

## Galerie

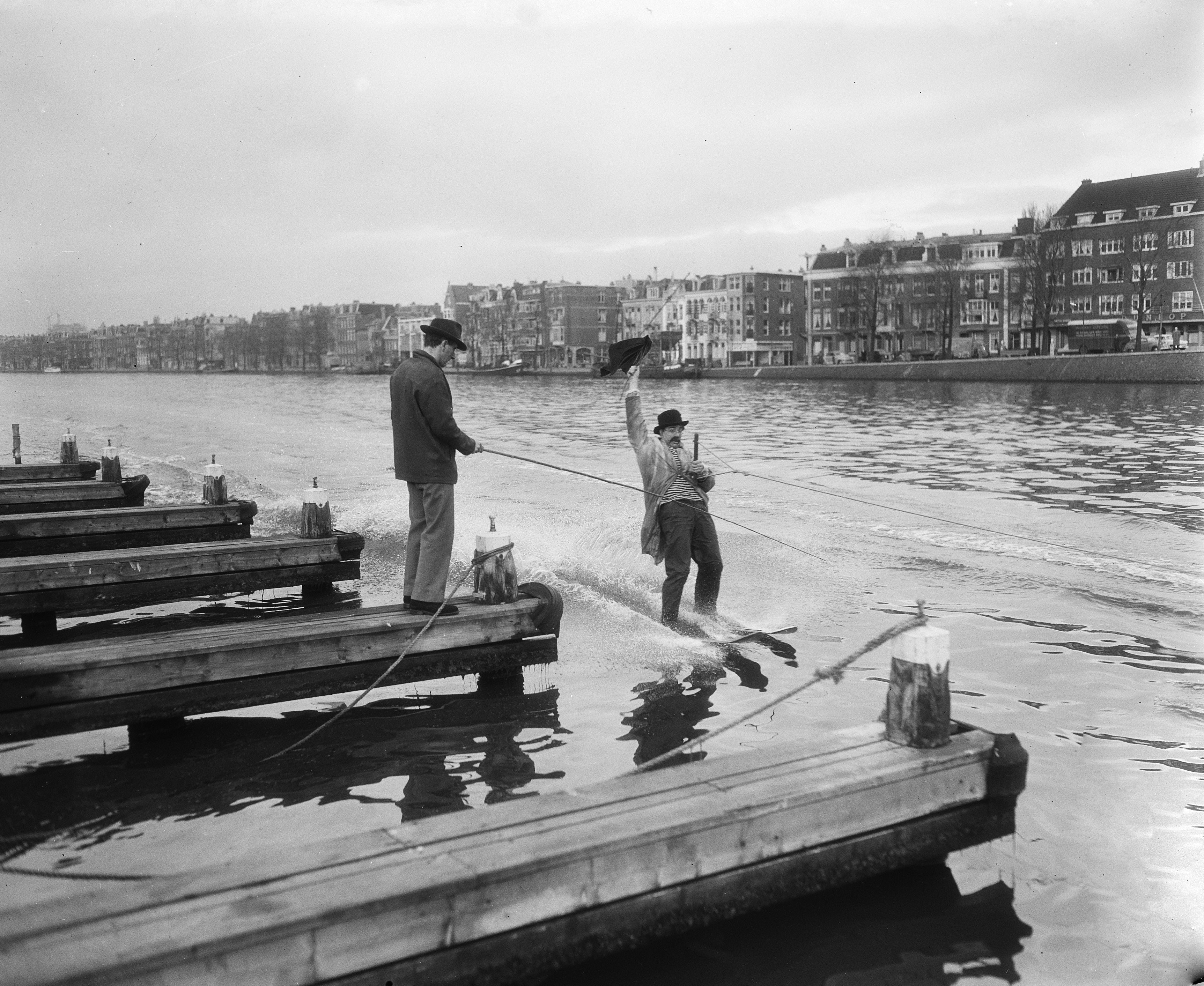
Tom Manders faisant du ski nautique sur l'Amstel en 1955. Wim van Rossem/Anefo
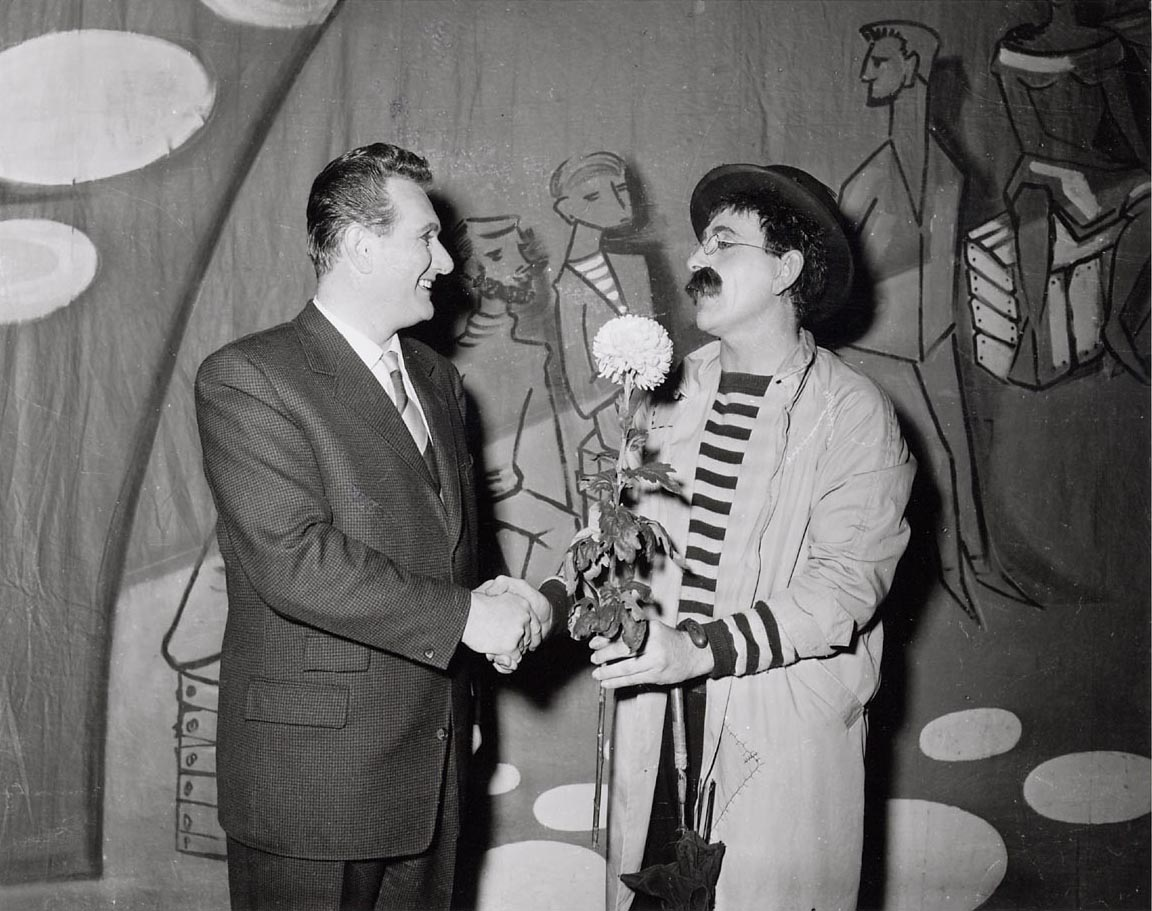
Avec son frère Kees Manders (nl) au théâtre royal Carré en 1957
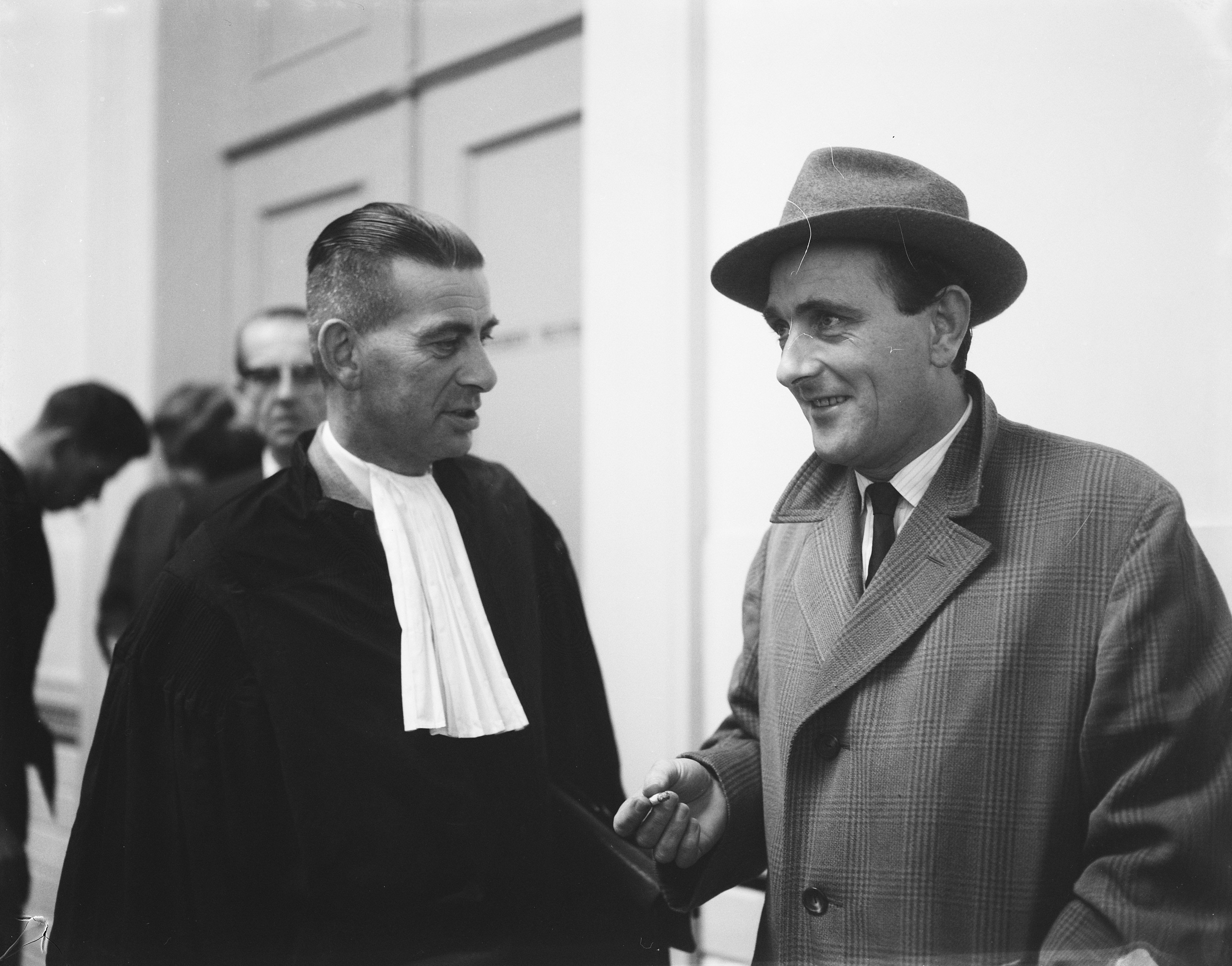
Tom Mander en 1957 lors d'un procès contre des imitateurs
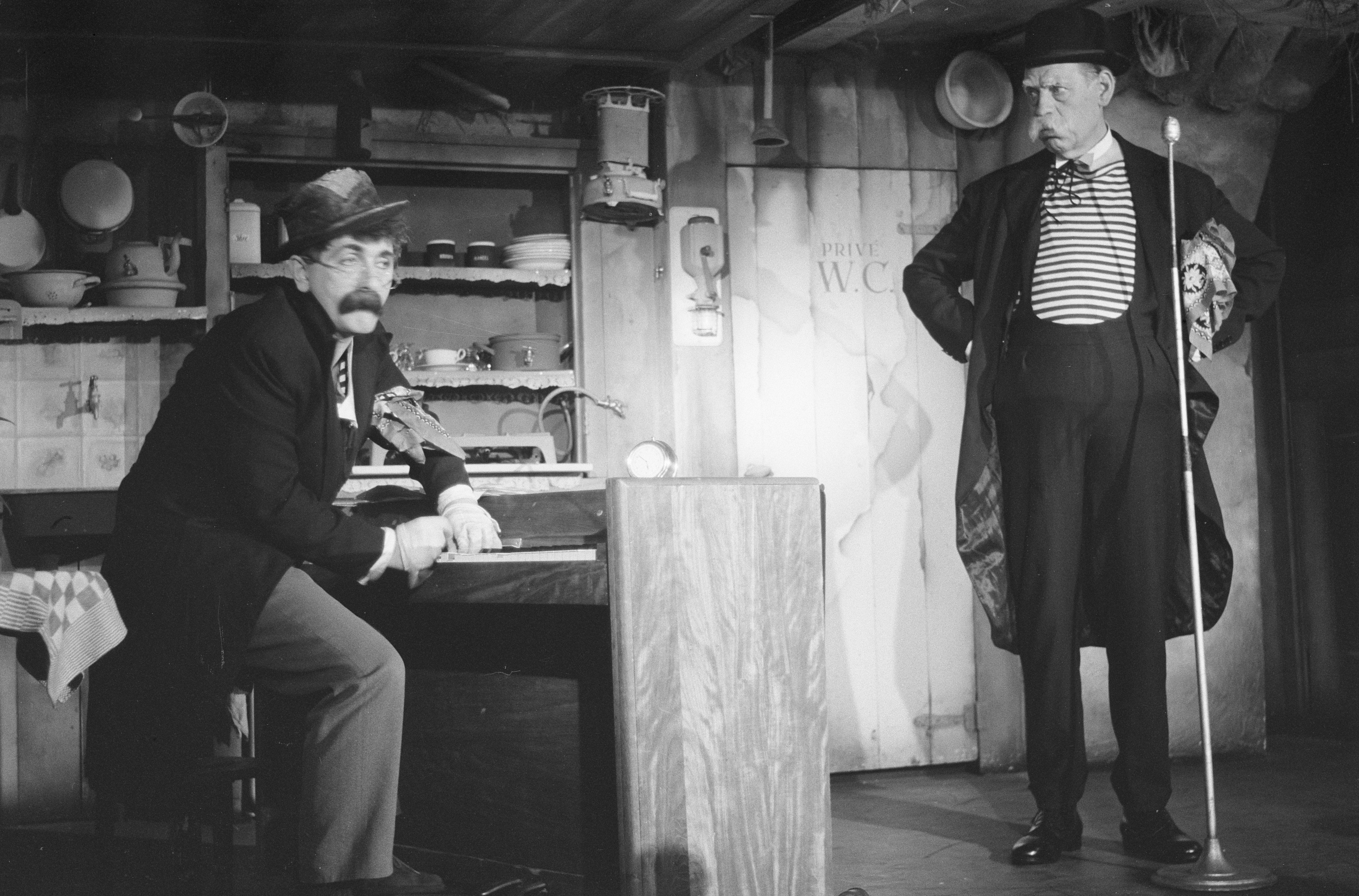
En novembre 1961 Sur la VARA lors de l'émission Saint-Germain-des-Prés avec Sven Smeets interprétant Gari et Baldi. Harry Pot/Anefo
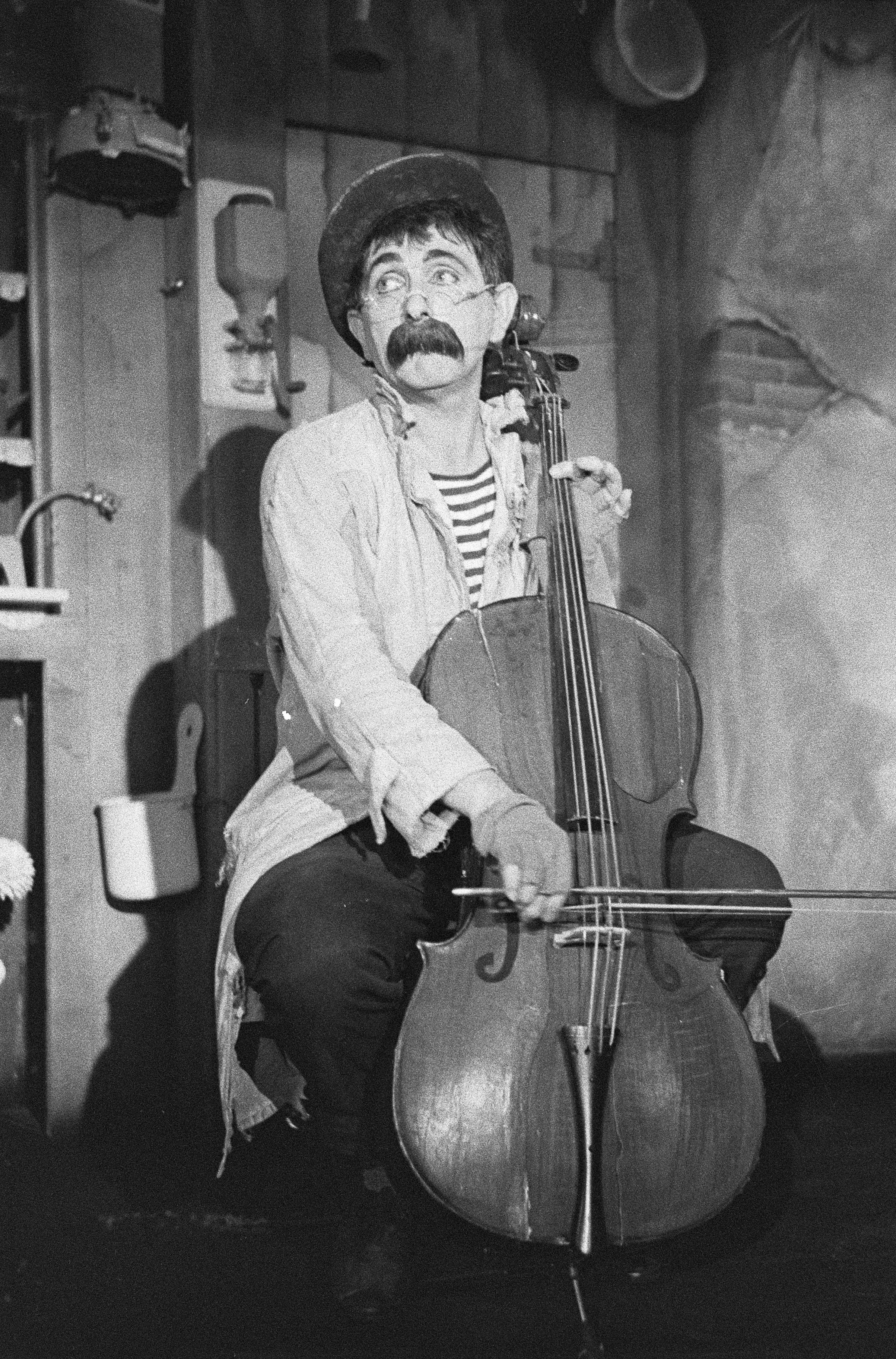
Dorus en 1961 sur la VARA
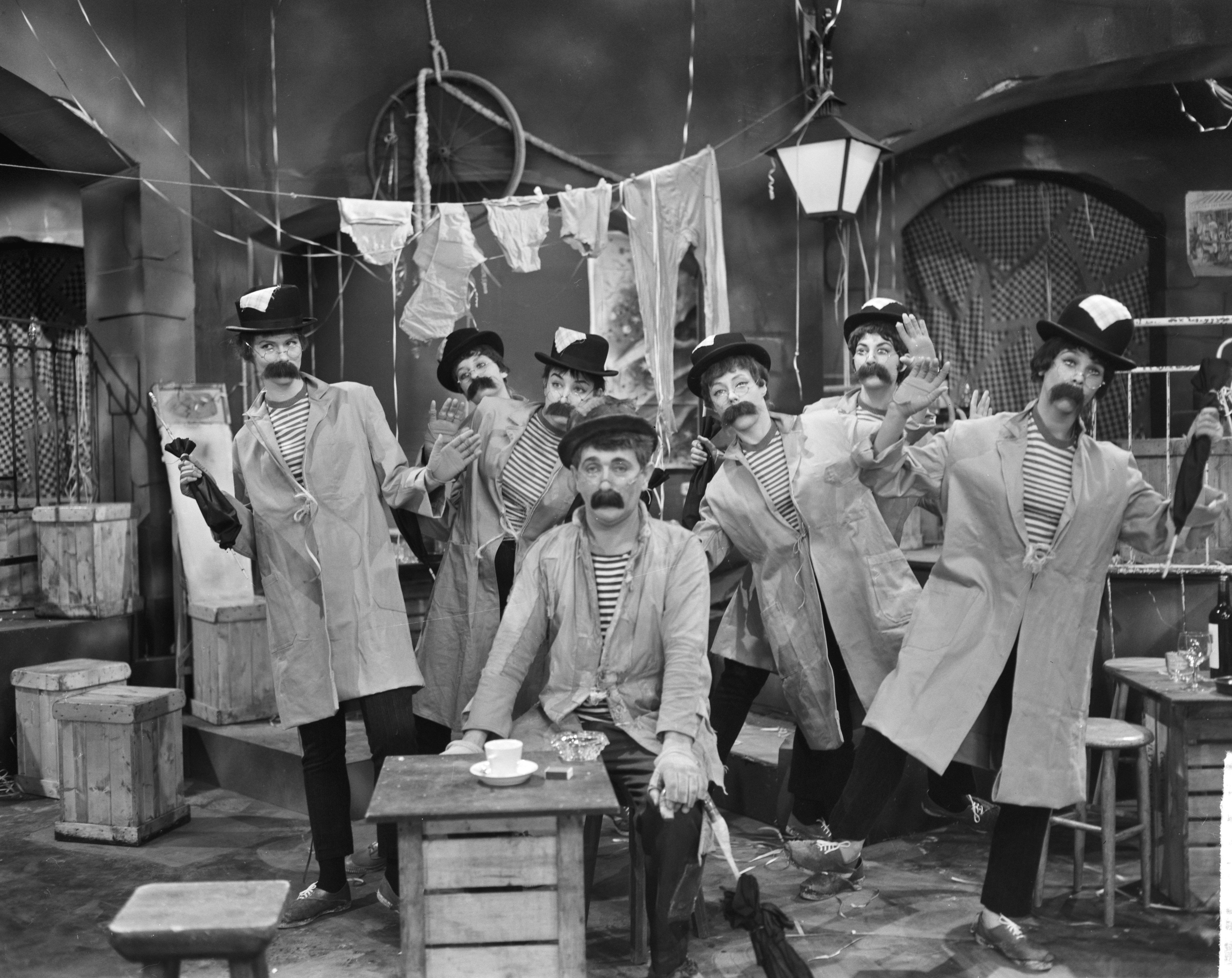
Dorus et les petits Dorus, 1963

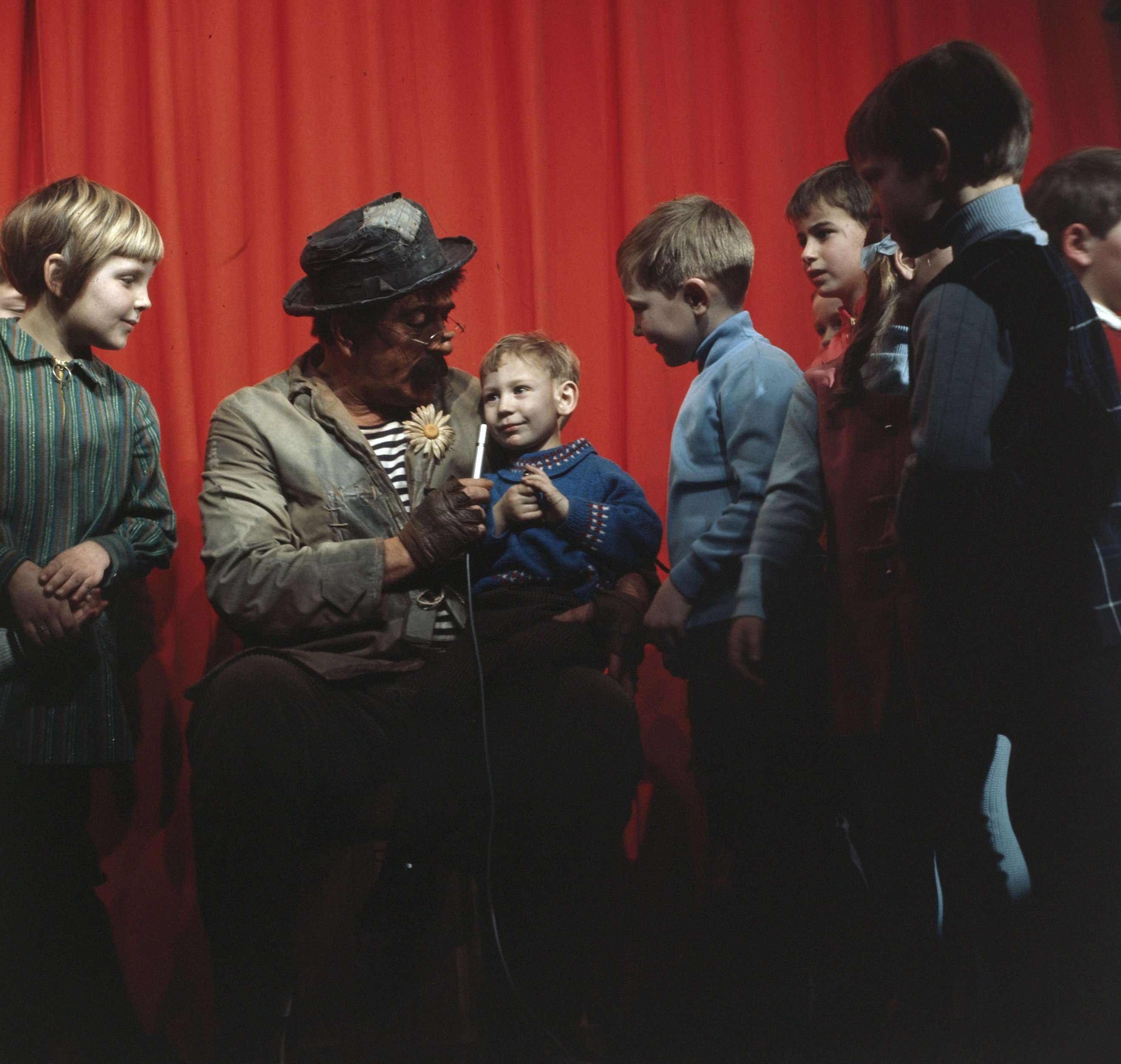
Tom Manders dans son cabaret en 1968
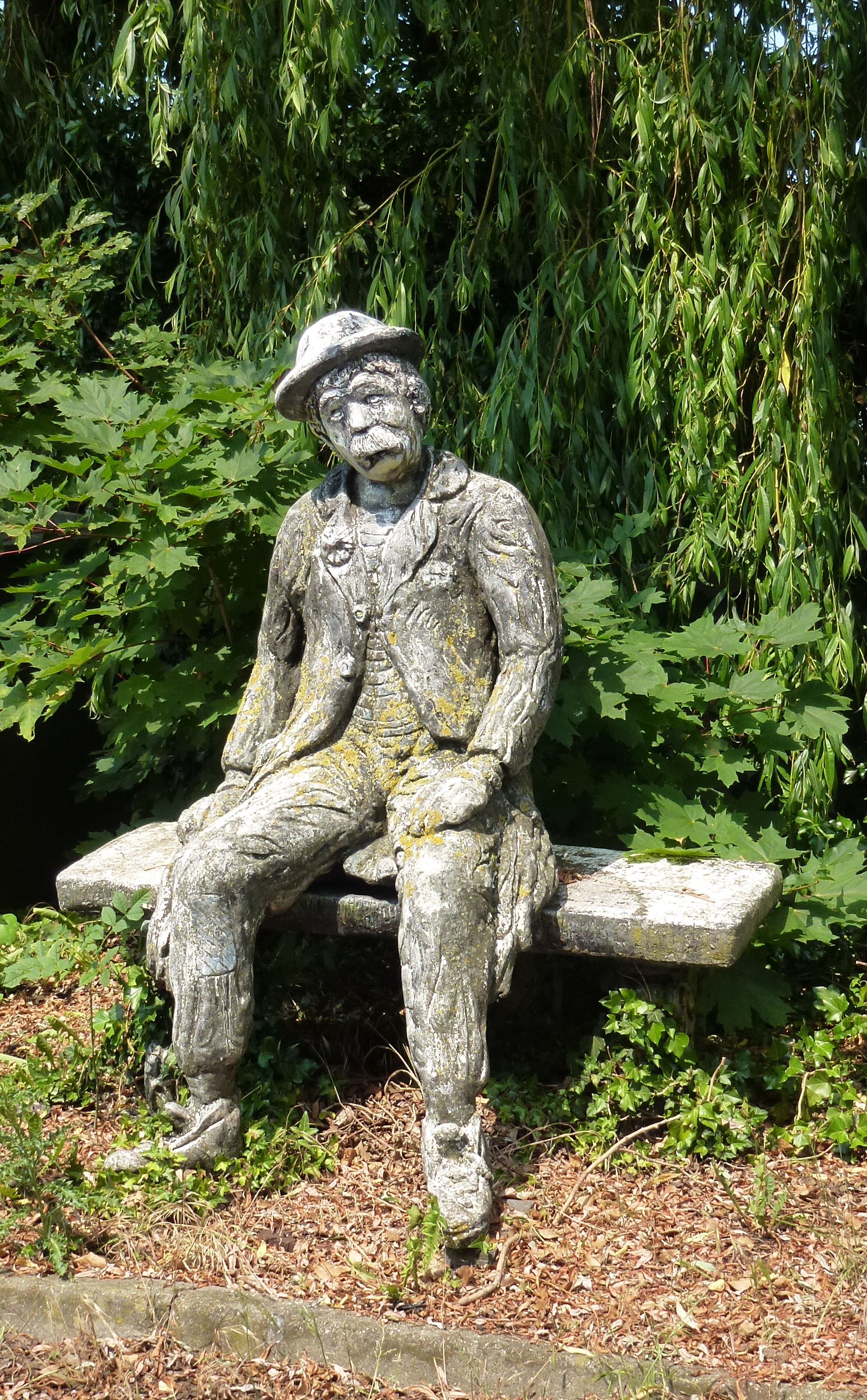
Statue représentant Dorus à Waddinxveen
- Dorus  en octobre 1967 lors de la cérémonie de réouverture de la rue Coolsingel, peu avant la mise en fonction du métro de Rotterdam